# 英戈尔丁根
英戈尔丁根是德国巴登-符腾堡州的一个市镇。总面积44.24平方公里，总人口2648人，其中男性1357人，女性1291人（2011年12月31日），人口密度60人/平方公里。